# Euproctis conizona
Euproctis conizona är en fjärilsart som beskrevs av Collenette 1933. Euproctis conizona ingår i släktet Euproctis och familjen tofsspinnare. Inga underarter finns listade i Catalogue of Life.